# Ласло Кішш
Ласло Кішш (угор. Kiss László, нар. 12 березня 1956, Тасар) — угорський футболіст, що грав на позиції нападника. По завершенні ігрової кар'єри — тренер. Відомий за виступами в низці угорських футбольних клубів, зокрема «Вашаш» і МТК (Будапешт), французькому клубі «Монпельє», а також у складі національної збірної Угорщини.

## Клубна кар'єра
Ласло Кішш народився в Тасарі у медьє Шомодь. У дорослому футболі дебютував 1974 року виступами за команду найвищого угорського дивізіону «Печі Мечек», в якій у першому сезоні грав у вищому, а в другому сезоні грав у другому за рівнем угорському дивізіоні.
У 1976 році Ласло Кішш став гравцем клубу найвищого угорського дивізіону «Капошвар», у якому грав до 1978 року. У 1978 році перейшов до іншого клубу найвищого угорського дивізіону «Вашаш», у складі якого грав протягом наступних 7 років. Був одним із кращих бомбардирів команди, відзначившись 110 забитими м'ячами у 192 проведених матчах за клуб. У 1981 році у складі «Вашаша» став володарем Кубка Угорщини.
У 1985 році отримав право на виступи за кордоном, та став гравцем французького клубу «Монпельє». У 1987 році повернувся на батьківщину, та провів один сезон у будапештському клубі МТК (Будапешт). Наступний сезон розпочав у будапештському клубі другого дивізіону ЕСМТК, а закінчив у клубі вищого дивізіону «Веспрем».
У 1989 році Ласло Кішш став гравцем команди найвищого угорського дивізіону БВСК, у складі якої завершив виступи на футбольних полях у 1991 році.

## Виступи за збірну
Ласло Кішш у 1979 році дебютував у складі національної збірної Угорщини. У 1982 році його включили до складу збірної для участі в чемпіонаті світу 1982 року в Іспанії. У першому матчі групового турніру зі збірною Сальвадору Ласло Кішш відзначився хет-триком, який став найшвидшим хет-триком за всю історію першостей світу з футболу, а збірна Угорщини перемогла з рекордною забитою кількістю м'ячів з рахунком 10-1. Проте це не допомогло угорській збірній вийти до наступного етапу першості, оскільки наступні два матчі вона провела невдало. У складі збірної Кішш грав до 1984 року. Загалом протягом кар'єри у національній команді провів у її формі 33 матчі, забивши 11 голів.

## Кар'єра тренера
Розпочав тренерську кар'єру невдовзі по завершенні кар'єри гравця, 1993 року, очоливши тренерський штаб нижчолігового клубу «Лайошміже», пізніше тренував нижчоліговий клуб «Беременд». У 2000 році очолив жіночий футбольний клуб «Феміна», в якому працював до 2010 року, з яким неодноразово вигравав жіночу першість країни. У 2010 році очолив жіночу збірну Угорщини, з якою працював до 2012 року.

## Титули та досягнення
- Володар Кубка Угорщини (1):

«Вашаш»: 1980—1981